# Corona oriental

Corona oriental.

La corona oriental o corona antigua es una insignia o tocado representativo consistente en un cerco de oro sin pedrería, adornado con un número variable de puntas o rayos derechos y agudos elaborados con el mismo metal. Habitualmente suele contar con doce u ocho puntas, siete o cinco en las representaciones que no son en relieve. 
La corona oriental, que también se utiliza como elemento heráldico, es una de las más sencillas y su diseño es el que popularmente se asocia con este tipo de símbolos.
Su nombre alude a su origen, situado en el Mediterráneo oriental. También es conocida como "corona antigua" ya que es anterior a casi todas las restantes.